# Krauseuma viscaianum
Krauseuma viscaianum är en mångfotingart som beskrevs av Jean-Paul Mauriès och Barraqueta 1985. Krauseuma viscaianum ingår i släktet Krauseuma och familjen Chamaesomatidae. Inga underarter finns listade i Catalogue of Life.